# Барбара Квятковська-Лясс
Ба́рбара Квятко́вська-Лас (Квятковська, Ласс; (1 червня 1940 , Патрово, Ґміна Барухово  — 6 березня 1995 , Мюнхен ) — польська танцюристка і кіноакторка.

## Біографія
Барбара Квятковська народилася 1 червня 1940 року в Патрові. Навчалася у варшавській Балетній школі. Танцюристка ансамблю пісні й танцю «Сколимув» (пол. «Skolimów»). Дебютувала в кіно 1957 року. У 1959 році виїхала з Польщі до Західної Європи і незабаром знялася в кількох помітних фільмах, таких як «Мільйонний фенетр» та «Живе життя». Співпрацювала з Польською радіостанцією Радіо «Вільна Європа», а також була активною в Клубі незалежної політичної думки імені Юліуша Мерошевського.
Її чоловіками були Роман Полянський (1959—1962), Карлхайнц Бем (1963—1980) і саксофоніст Лешек Задло (1980—1995). Донька Катаріна від Бьома також стала акторкою.

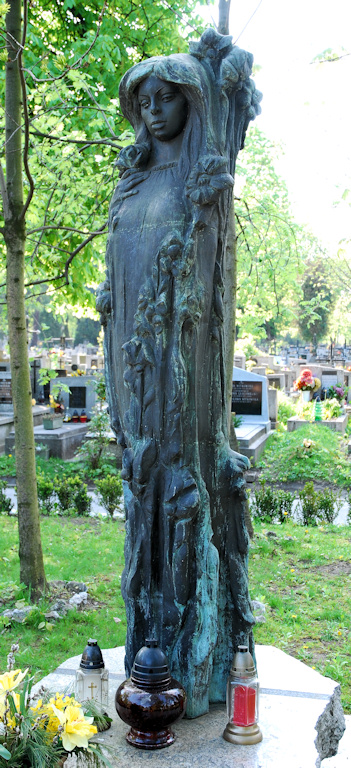
Надгробна скульптура Барбари Квятковської-Ласс на Раковицькому кладовищі у Кракові

Барбара Квятковська знепритомніла й померла від інсульту 6 березня 1995 року у Фатерштеттені під час концерту легенди свінгу Аль Порчино похована на Раковицькому кладовищі в Кракові. Її надгробок створив Мар'ян Конечний.

## Вибрана фільмографія
- 1957 — Єва хоче спати / Ewa chce spać — Єва Бонецька
- 1958 — Пан Анатоль шукає мільйон / Pan Anatol szuka miliona — Івона Словіковська
- 1958 — Солдат королеви Мадагаскару / Żołnierz królowej Madagaskaru — Сабинка Леменцька
- 1960 — Тысяча талеров / Tysiąc talarów — Кася Виход
- 1960 — Косооке щастя / Zezowate szczęście — Йоля
- 1961 — Як радісно жити / Che gioia vivere — Франка Фосатті
- 1967 — Йовіта / Jowita — Агнешка («Йовіта»)
- 1986 — Роза Люксембург / Rosa Luxemburg — мати Рози Люксембург